# Rather Ripped
Rather Ripped je studiové album americké rockové kapely Sonic Youth, které bylo vydáno v červnu roku 2006. Je to poslední album, na kterém se podílelo vydavatelství Geffen Records.

## Seznam skladeb
1. "Reena" – 3:47
2. "Incinerate" – 4:55
3. "Do You Believe in Rapture?" – 3:11
4. "Sleepin' Around" – 3:42
5. "What a Waste" – 3:33
6. "Jams Run Free" – 3:52
7. "Rats" – 4:24
8. "Turquoise Boy" – 6:14
9. "Lights Out" – 3:32
10. "The Neutral" – 4:09
11. "Pink Steam" – 6:57
12. "Or" – 3:31
13. "Helen Lundeberg" (součástí jen některých vydání) – 4:39
14. "Eyeliner" (součástí jen některých vydání) – 5:44
15. "Do You Believe in Rapture?" (součástí jen některých vydání) – 3:14